# Małgorzata Szumowska
Małgorzata Szumowska, född 26 februari 1973 i Kraków i Polen, är en polsk filmregissör, manusförfattare och producent.

## Biografi
Małgorzata Szumowska är dotter till filmskaparen Maciej Szumowski och författaren Dorota Terakowska. Efter grundskola studerade hon på det framstående gymnasiet Liceum Ogólnokształcące nr. 5. Efter gymnasiet studerade hon konsthistoria under en kort tid på Jagellonska universitetet, varefter hon bytte till en utbildning på Filmhögskolan i Łódź som hon läste klart 1998. På filmskolan gick Szumowska bland annat del av kurser som leddes av regissören Wojciech Has, som hon själv har nämnt som särskilt framstående. Hon lärde också känna Michał Englert, som hon samarbetade med på dokumentären Cisza. Dokumentären är ett beskrivning av en familj från en by i Masurien. Den vann 18 olika priser runt om i världen, och hamnade på en lista över de 14 bästa filmerna i högskolans historia.
Szumowska gifte sig med Michał Englert 2001. Båda hennes föräldrar gick bort i början av 2004, vilket hon själv har påstått hjälpte henne i filmskapandet. Kort efter hennes föräldrars död tog hennes äktenskap slut efter att Englert 2005 hade ett förhållande med skådespelerskan Maja Ostaszewska, som arbetade med makarna i antologifilmen Solidarność, Solidarność. Szumowska har trots det fortsatt att arbeta med både Englert och Ostaszewska i senare projekt. Efter att Szumowska hade separerat från Englert inledde hon ett kortare förhållande med Jacek Drosio och fick med honom sonen Maciej. År 2012 gifte hon sig med skådespelaren Mateusz Kościukiewicz, och de har tillsammans dottern Alina.

## Karriär
Małgorzata Szumowska har skapat flera kortfilmer, dokumentärer, och långfilmer. Hennes utgångsläge i sitt skapande är privat och tonen i hennes verk är allvarlig. Filmerna behandlar ämnen och människor som normalt inte syns i media. Hon debuterade med långfilmen Szczęśliwy człowiek år 2000. I sitt filmskapande använder Szumowska intensiva färger och återgår till klassisk polsk film från 1970-talet. 
Szumowska nominerades för Best Début Feature i the European Film Awards för sin debutfilm, Szczęśliwy człowiek, och även ett pris för artistiska bedrifter vid Thessaloniki Film Festival. Hennes tredje film, 33 sceny z życia, fick en silverleopard vid den internationella filmfestivalen i Locarno år 2008 och blev 2009 års bästa film vid Polish Film Awards. Hon har också vunnit en silverbjörn som bästa regissör för sin film Ciało vid Filmfestivalen i Berlin, och även Jury Grand Prix vid samma festival några år senare för Twarz.

## Filmografi (urval)

### Szczęśliwy człowiek(2000)
Filmen handlar om en man i trettioårsåldern som trots universitetsutbildning inte får något jobb. Mannen bor med sin mamma och tjänar pengar genom att då och då skriva för en skvallertidning. Hans mamma vill att han ska träffa någon och leva ett normalt liv. När hon blir svårt sjuk får mannen det svårt, men träffar en annan kvinna. Filmen handlar om hur vanliga människor hanterar sin vardag och försöker överleva i ett samhälle som konstant förändras. Det handlar även om kärlek och de uppoffringar som vi gör för den. I filmen använder Szumowska långa tagningar med lite dialog för att tittaren ska få tid att tänka och reflektera.

### Ono(2005)
Den unga Eva, spelad av Małgosia Bela, upptäcker att hon är gravid i andra månaden. Till en början planerar hon att genomgå en abort, men blir rånad på de pengar hon skulle för aborten. Efter att en sjuksköterska nämner att foster utvecklar hörsel tidigt och kan höra ljud från livmodern ändras Evas syn på graviditeten. Hon börjar att prata med sitt barn och ser det som en livskamrat innan det ens har fötts.

### 33 sceny z życia(2008)
Efter sina föräldrars död fick Szumowska inspiration från sitt eget liv för filmen. Den berättar om hur livet faller isär för konstnären Julia, spelad av Julia Jentsch. När Julias mor insjuknar i cancer börjar hennes familj att glida isär, och Julia själv börjar att tappa greppet om sitt eget sinne. Szumowska vann pris som bästa regissör vid den internationella filmfestivalen i Locarno för filmen.

### Elle(Sponsoring) (2012)
Filmen gjordes i samarbete med både franska och tyska parter och handlar om en journalist, spelad av Juliette Binoche, som undersöker prostitution hos kvinnliga studenter. Hon antar till en början att prostituerade kvinnor är särskilt utsatta i samhället. Under sin undersökning börjar hon dock se att samma könsdrivna maktdynamik som utsätter prostituerade kvinnor kan ses på många fler ställen än hon först hade tänkt på, vilket också börjar påverka hur hon upplever sitt eget äktenskap.

### W imię...(2013)
Filmen berättar om pastorn Adam, spelad av Andrzej Chyra, som driver ett centrum för att hjälpa unga män att ställa livet till rätta på landsbygden. Pastorn faller för en man vid namn Szczepan, spelad av Szumowskas make Mateusz Kościukiewicz, och hamnar i en inre kamp mellan sin tro och sin homosexuella åtrå. Szumowska använder i filmen stark religiös symbolik, vilket har anmärkts som distraherande. Filmen blev väl mottagen, och gav Chyra ett pris för sitt framträdande vid Gdynias filmfestival.

### Ciało(2015)
I Ciało undersöker Szumowska olika sätt att se på den mänskliga kroppen, i alla dess möjliga tillstånd, och hur den agerar som ett fängelse. Hon gör detta i en berättelse om en brottsplatsutredare, spelad av Janusz Gajos, som i sitt arbete får se kroppar misshandlade på många olika sätt. Han bor tillsammans med sin dotter Olga (Justyna Suwala), vars ätstörningar gör att psykiatrikern Anna (Maja Ostaszewska) inkallas. Utöver sitt arbete som psykolog visar det sig att hon påstår sig kunna kommunicera med själar efter döden.

### Twarz(2018)
Filmen handlar om hårdrockaren Jacek från en småstad i Polen, spelad av Mateusz Kościukiewicz, som hamnar i en livshotande olycka när han arbetar med framställningen av en enorm jesusstaty. För att rädda hans liv gör läkare en ansiktstransplantation på honom, men hans nya utseende stöter bort hans nära och kära, inklusive hans flickvän. Den enda som står kvar vid hans sida och stödjer honom är hans syster, spelad av Agnieszka Podsiadlik. Szumowska fokuserar på de negativa aspekterna hon själv upplever från polska småstäder, såsom fördomar, alkoholism och hyckleri, men hennes framställning har kritiserats för att vara för avgränsad och ytlig.